# The King's Daughter
Pour plus de détails, voir Fiche technique et Distribution.
The King's Daughter est un film fantastique américano-chinois réalisé par Sean McNamara et sorti en 2022. Il s'agit d'une adaptation cinématographique du roman La Lune et le Roi-Soleil (The Moon and the Sun) de Vonda McIntyre. 
Tourné en 2014, le film connait de nombreux soucis de distribution avant de sortir aux États-Unis le 21 janvier 2022.

## Synopsis
Une sirène, censée apporter l'immortalité à un Louis XIV âgé, est étudiée à la cour de France, mais ce projet va être compromis par l'apparition de sa fille illégitime.

## Fiche technique
- Titre original : The King's Daughter
- Titre de travail : The Moon and the Sun
- Réalisation : Sean McNamara
- Scénario : Ronald Bass, Barry Berman, Laura Harrington, Bill Mechanic et James Schamus, d'après La Lune et le Roi-Soleil de Vonda McIntyre
- Direction artistique : Michelle McGahey
- Décors : Fiona Donovan
- Costumes : Lizzy Gardiner
- Montage : John Gilbert
- Musique : John Coda (en), Grant Kirkhope et Joseph Metcalfe
- Photographie : Conrad W. Hall
- Son : Hayden Collow
- Production : David Brookwell (en), Paul Currie, Wei Han, Bill Mechanic et Hong Pang
- Sociétés de production : Bliss Media, Brookwell-McNamara Entertainment, Cosmos Filmed Entertainment, Good Universe, Lightstream Pictures et Pandemonium
- Société de distribution : Gravitas Ventures (États-Unis)
- Pays de production :  États-Unis,  Chine
- Budget : 40,5 millions $[réf. nécessaire]
- Langue originale : anglais
- Format : couleur — 2,35:1 — son Dolby numérique
- Genre : fantastique, aventures
- Durée : 98 minutes
- Date de sortie :
  - États-Unis : 21 janvier 2022[1]
  - France : 24 avril 2023 (en vidéo à la demande)
- Classification[2] :
  - États-Unis : PG

## Distribution
- Pierce Brosnan (VF : Emmanuel Jacomy) : Louis XIV
- Kaya Scodelario (VF : Amandine Vincent) : Marie-Josèphe d'Alember
- William Hurt (VF : Jérôme Keen) : le père La Chaise
- Benjamin Walker (VFB : Christophe Hespel) : Yves de la Croix
- Fan Bingbing : la sirène
- Pablo Schreiber : le Dr Labarthe
- Ben Lloyd-Hughes : Jean-Michel Lintillac
- Paul Ireland (en) : Benoit
- Crystal Clarke (en) : Magali
- Rachel Griffiths : Abbess
- Philip Schurer : Mousquetaire
- Julie Andrews : la narratrice
- Brando Monne : Pietro

## Production

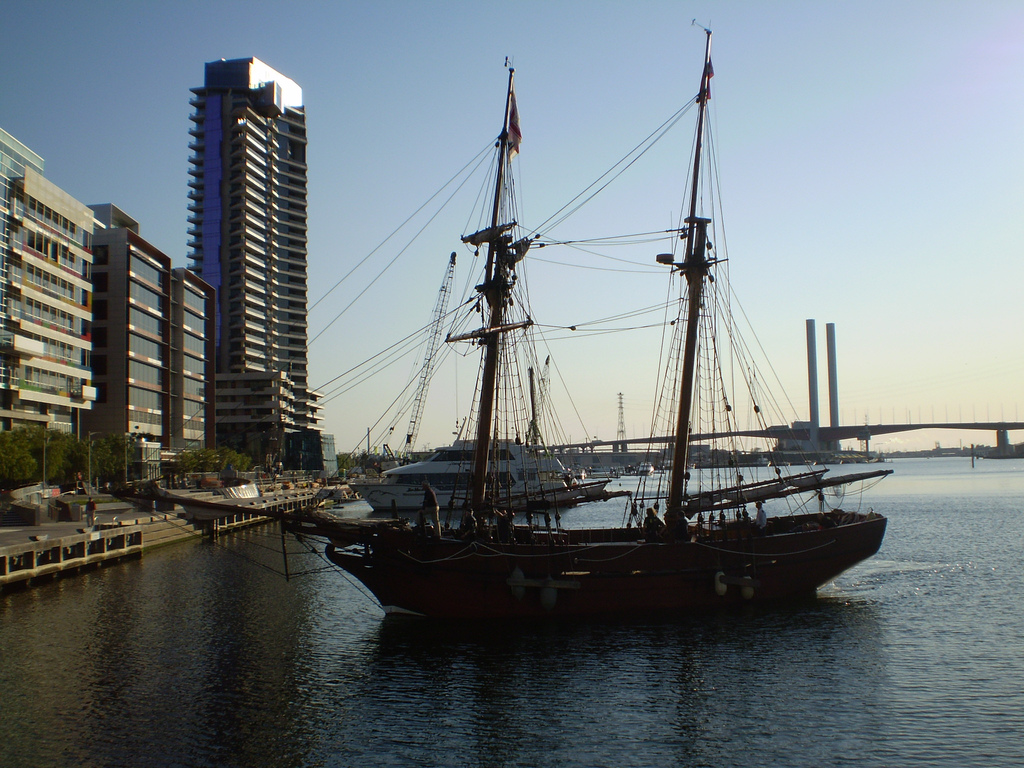
L’Enterprize

Le tournage débute en avril 2014 au château de Versailles. Après deux semaines en France, la production se rend en Australie, dans les Docklands Studios de Melbourne,,. En mai 2014, l'équipe se rend à la marina de Melbourne pour tourner sur l’Enterprize, réplique d'un ancien voilier australien. Certains lieux de l'Université de Melbourne sont utilisés pour récréer Versailles. Le tournage s'achève en mai 2014.

## Sortie
En août 2014, Paramount annonce que le film sortira aux États-Unis le 10 avril 2015. Cependant, la Paramount l'annule seulement trois semaines avant sa sortie et n'annonce aucune nouvelle date de sortie. En 2020, Arclight Films rachète les droits du film,. Finalement, le film sortira aux États-Unis le 21 janvier 2022, distribué par Gravitas Ventures.